# Paroaria nigrogenis
Paroaria nigrogenis là một loài chim trong họ Thraupidae.